# NFL 1945
Die NFL-Saison 1945 war die 26. Saison der National Football League. Als Sieger aus dieser Saison gingen die Cleveland Rams hervor.
Auf Grund des Spielermangels durch den Zweiten Weltkrieg schlossen sich die Brooklyn Tigers und Boston Yanks zusammen. Da der Teameigner der Tigers beabsichtigte in der neu gegründeten All-America Football Conference zu spielen, wurde das Franchise nach dem Ende der Saison gekündigt. Die meisten Spieler der Tigers wurden von den Yanks übernommen.

## Regeländerungen
- Die Hashmarks wurden näher in die Mitte gelegt, so dass sie nun 20 Yards von Seitenaus entfernt waren.
- Streckt ein Spieler die Hände durch die Beine des Centers, muss dieser Spieler auch Empfänger des Snaps sein, sonst ist dies ein False Start.[1]
- Ein nicht gefangener Snap war nun ein reguläres Fumble.
- Überquert ein gepunteter Ball die Line of Scrimmage kann er nach der Berührung eines Gegners vom Kicking Team wiedererlangt werden.

## Regular Season
| Eastern Division             | Eastern Division | Eastern Division | Eastern Division | Eastern Division | Eastern Division | Eastern Division |
| Team                         | S                | N                | U                | SQ 1             | P+               | P−               |
| ---------------------------- | ---------------- | ---------------- | ---------------- | ---------------- | ---------------- | ---------------- |
| Washington Redskins          | 8                | 2                | 0                | 0,800            | 209              | 121              |
| Philadelphia Eagles          | 7                | 3                | 0                | 0,700            | 272              | 133              |
| New York Giants              | 3                | 6                | 1                | 0,333            | 179              | 198              |
| Boston Yanks/Brooklyn Tigers | 3                | 6                | 1                | 0,333            | 123              | 211              |
| Pittsburgh Steelers          | 2                | 8                | 0                | 0,200            | 79               | 220              |

| Western Division  | Western Division | Western Division | Western Division | Western Division | Western Division | Western Division |
| Team              | S                | N                | U                | SQ 1             | P+               | P−               |
| ----------------- | ---------------- | ---------------- | ---------------- | ---------------- | ---------------- | ---------------- |
| Cleveland Rams    | 9                | 1                | 0                | 0,900            | 244              | 136              |
| Detroit Lions     | 7                | 3                | 0                | 0,700            | 195              | 194              |
| Green Bay Packers | 6                | 4                | 0                | 0,600            | 258              | 173              |
| Chicago Bears     | 3                | 7                | 0                | 0,300            | 192              | 235              |
| Chicago Cardinals | 1                | 9                | 0                | 0,100            | 98               | 228              |

## NFL Championship Game
Das NFL Championship Game 1945 fand am 17. Dezember 1945 statt im Cleveland Stadium in Cleveland, Ohio. Die Sieger der Eastern und der Western Division traten darin gegeneinander an.